# فانوس دریایی دربند
فانوس دریایی دربند جنوبی‌ترین فانوس دریایی در روسیه است، که در شهر دربند، در داغستان روسیه، واقع شده است. این فانوس در مرکز شهر، بر روی دیوار قلعهٔ دربند بین پارک‌هایی به نام سرگی کیروف و نظامی گنجوی و حدود نیم کیلومتر دورتر از خط ساحلی قرار دارد. این فانوس دریایی در فهرست آثار حفاظت‌شدهٔ روسیه و در فهرست تاریخی یونسکو ثبت شده است.

## تاریخچه
دربند به‌عنوان یک بندر دریایی از زمان‌های بسیار قدیم شناخته شده است، اما نویسندگان باستان هرگز به وجود چنین عنصر مهمی از بندر مانند فانوس دریایی در دربند اشاره نکرده‌اند.
برای نخستین بار، کشتی‌های روسی در دههٔ ۱۵۶۰ میلادی در محدودهٔ قلعهٔ دربند ظاهر شدند، زمانی که نیروهای روسیه چندین لشکرکشی به سواحل غربی دریای خزر انجام دادند.
در تلاش برای تقویت نفوذ روسیه در دریای خزر و ایجاد مسیر آبی بالتیک–خزر برای گسترش روابط تجاری بین اروپا و خاورزمین، پتر کبیر جنگ ایران و روسیه (۱۷۲۳–۱۷۲۲) را با استفاده از نیروی دریایی امپراتوری روسیه در سال‌های ۱۷۲۲ تا ۱۷۲۳ سازمان‌دهی کرد که در نتیجهٔ آن، دربند و باکو به همراه سرزمین‌های مجاور به روسیه الحاق شدند (پیمان ایران و روسیه، ۱۲ سپتامبر ۱۷۲۳).
پس از جنگ ایران و روسیه (۱۸۲۸–۱۸۲۶)، روسیه حق انحصاری داشتن ناوگان نظامی در دریای خزر را به‌دست‌آورد و کشتی‌های بازرگانی روسی و ایرانی توانستند آزادانه در همهٔ مسیرها رفت‌وآمد کنند.
تنها در میانهٔ قرن هجدهم، با گسترش حمل‌ونقل دریایی و آغاز حرکت منظم کشتی‌های بخار پستی و مسافربری در دریای خزر که در بندر دربند توقف داشتند، نیاز به ساخت فانوس دریایی در دربند احساس شد.
بندر به‌سرعت شروع به توسعه کرد. با هدف گسترش هرچه بیشتر تجارت با ایران، مارشال شاهزاده میخائیل سمیونوویچ ورونتسوف، فرماندار قفقاز، در سال ۱۸۵۰ دستور داد اقداماتی برای تأمین امنیت کشتی‌هایی که در امتداد ساحل غربی دریای خزر حرکت می‌کنند و به‌ویژه ساخت فانوس دریایی در بندر دربند صورت گیرد. کار ساخت این فانوس در سال ۱۸۵۱ آغاز شد.
در سال ۱۸۵۳، ساخت فانوس به طراحی کاپیتان ساوینیچف به پایان رسید. در ۱۶ ژانویهٔ ۱۸۵۳، فانوس به دستیار ناظر ایستگاه قرنطینه و گمرک تحویل داده شد. این فانوس از یکم مه ۱۸۵۳، از غروب تا سپیده‌دم، روشن می‌شد.